# 曼巴豪

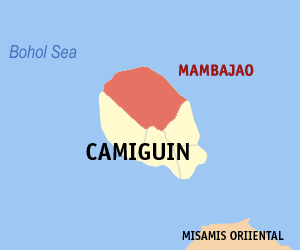
曼巴豪位於甘米銀省的位置

曼巴豪（英語：Mambajao）是菲律賓甘米銀省的省會城市，位於該省北方，面積89平方公里。根據2015年的人口普查，人口為38,735人。下轄15個描籠涯。